# Macquarie Group
Macquarie Group, Группа Макуори — австралийский инвестиционный банк. Ведёт работу в 32 странах мира.

## История
История банка началась в Лондоне в 1832 году, когда Маркус Сэмюел основал фирму по импорту товаров с Дальнего Востока. Начиная с ввоза морских раковин, к концу XIX века фирма переключилась на нефть, в результате от неё отделилась нефтяная компания Shell Oil, затем сформировавшая Royal Dutch Shell. Фирма Сэмюелов в 1965 году объединилась с инвестиционным банком Philip Hill, Higginson, Erlangers Ltd., образовав компанию Hill Samuel. В 1969 году эта компания открыла филиал на быстрорастущем австралийском рынке, назвав его Hill Samuel David Clarke; материнская компания Hill Samuel в 1995 году стала частью Lloyds Bank. Австралийский филиал оказался успешным начинанием и быстро вырос в значительную инвестиционную компанию, в 1982 году её название было изменено на Hill Samuel Australia. Однако оставаясь филиалом зарубежной компании она не могла получить банковскую лицензию, поэтому в 1985 году была проведена реорганизация в Macquarie Bank, в котором Hill Samuel имел только 14 % акций. Банк был назван в честь Лахлана Макуори (Lachlan Macquarie), одного из первых губернаторов австралийских поселений, который создал первые деньги поселений, испанские монеты, в которых были пробиты отверстия; такая монета стала логотипом банка.
Основным направлением деятельности банка были прямые инвестиции. Не ограничившись австралийским рынком, с 1990-х годов банк расширял деятельность в другие страны, начав с США и Канады. Затем в ЮАР были созданы совместные предприятия с местными банками Old Mutual и Nedbank; в Южной Африке банк интересовал в первую очередь рынок банковских металлов. Также банк занялся рынком недвижимости в Китае, в 1994 году был открыт офис в Гонконге, в 1995 году в Тяньцзине, в 1996 году в Шанхае; в 1994 году были открыты офисы и в Европе (Франкфурт и Вена). В 1996 году банк провёл размещение своих акций на Австралийской фондовой бирже. В последние года XX века были созданы совместные предприятия с банками Южной Кореи, Малайзии, Японии и Бразилии. В 2004 году у ING были куплены 10 офисов группы инвестиционного банкинга в Азии. В декабре 2004 года акции дочерней компании Macquarie Infrastructure Corporation были размещены на Нью-Йоркской фондовой бирже. В 2010 году была куплена компания по управлению активами Delaware Investments, в 2017 году она была переименована в Macquarie Investment Management.

## Собственники и руководство
- Питер Уорн (Peter Hastings Warne) — председатель совета директоров с 2016 года, член совета директоров с 2007 года. Ранее был директором Австралийской фондовой биржи.
- Шемара Викраманаяке (Shemara R. Wikramanayake) — главный управляющий директор (CEO) с августа 2018 года, в банке с 1989 года[1].

## Деятельность
Основные подразделения группы
- Macquarie Asset Management — управление активами; выручка 3,6 млрд, активы — 5,9 млрд.
- Banking and Financial Services — банковские и другие финансовые услуги; выручка — 2,1 млрд, активы — 90 млрд.
- Commodities and Global Markets — работа на сырьевых, фондовых и валютных биржах; выручка — 4,7 млрд, активы — 95 млрд.
- Macquarie Capital — инвестиционные услуги; выручка — 2,2 млрд, активы — 19 млрд.

В структуре выручки в 2020—21 финансовом году (закончился 31 марта 2021 года) из 12,8 млрд австралийских долларов 2,2 млрд пришлось на чистый процентный доход, 5,2 млрд на комиссионный доход, 3,5 млрд на доход от торговых операций. В структуре активов основная статья — выданные кредиты (105 млрд из 246 млрд долларов); из пассивов 84 млрд приходится на принятые депозиты, 61 млрд на выпущенные ценные бумаги. Активы под управлением составили 563,5 млрд. На Австралию приходится 32 % выручки, на Америку — 34 %, Европу и Ближний Восток — 23 %, Азию — 11 %.
| Год                    | 2012  | 2013  | 2014  | 2015  | 2016  | 2017  | 2018  | 2019  | 2020  | 2021  |
| ---------------------- | ----- | ----- | ----- | ----- | ----- | ----- | ----- | ----- | ----- | ----- |
| Выручка                | 6,963 | 6,657 | 8,142 | 9,262 | 10,16 | 10,36 | 10,92 | 12,75 | 12,33 | 12,77 |
| Чистая прибыль         | 0,762 | 0,872 | 1,279 | 1,623 | 2,088 | 2,236 | 2,581 | 2,988 | 2,726 | 3,008 |
| Активы                 | 153,6 | 144,7 | 153,9 | 188,0 | 196,8 | 182,9 | 191,3 | 197,8 | 255,8 | 245,7 |
| Собственный капитал    | 11,20 | 11,40 | 11,42 | 13,91 | 15,12 | 15,56 | 16,36 | 17,76 | 21,06 | 22,05 |
| Рыночная капитализация | 10,14 | 12,61 | 18,60 | 25,57 | 22,49 | 30,70 | 35,02 | 44,05 | 30,39 | 55,30 |